# ۲۷۰ (میلادی)
۲۷۰ (میلادی) دویست و هفتادمین سال تقویم میلادی است.

## رویدادها
- کوئینتیلوس برای مدت کوتاهی امپراتور روم می‌شود و پس از او اورلیان به قدرت می‌رسد.

## زادگان
- ۲۰ نوامبر - ماکسیمینوس دایا، امپراتور روم

## درگذشتگان
- فلوطین، فیلسوف عهد باستان
- کوئینتیلوس، امپراتور روم
- کلودیوس گوتیکوس، امپراتور روم

‎